# OpenWeb
OpenWeb (Spot.IM) — это платформа социального взаимодействия, которая создает сетевые сообщества вокруг цифрового контента. OpenWeb работает с издателями, предоставляя услуги модерации. Штаб-квартира компании находится в Нью-Йорке. Компания также имеет офисы в Израиле, Калифорнии, Франции, Великобритании и Канаде. Технология OpenWeb позволяет издателям и создателям онлайн-контента размещать и модерировать секции комментариев, опросы, и живые блоги. Их продукты также включают модуль, который позволяет пользователям отслеживать темы, информационную панель и несколько рекламных модулей.

## История
Компания была основана в 2015 году как Spot.IM Надавом Шовалем и Ишаем Грином.
В 2016 году Spot.IM привлекла 13 миллионов долларов от Index Ventures и AltarR Capital, а также от других известных инвесторов в ходе раунда серии A.
В 2017 году компания завершила инвестиционный раунд серии C в размере 25 миллионов долларов.
В 2019 году Spot.IM привлекла 25 миллионов долларов в рамках финансирования серии D.
В 2020 году компания была переименована в OpenWeb.
В ноябре 2021 года OpenWeb привлекла раунд финансирования серии E на сумму 150 миллионов долларов. В результате этого раунда инвестиций оценка компании превысила 1 миллиард долларов.
В феврале 2022 года компания приобрела Hive Media Group. В апреле 2022 года OpenWeb приобрела французскую рекламную компанию Adyoulike.